# KLM
A KLM Királyi Légitársaság (hollandul: Koninklijke Luchtvaart Maatschappij, angolul: KLM Royal Dutch Airlines) holland légitársaság, tagja az Air France - KLM-nek. A KLM központja az Amstelveen közeli Amszterdam-Schiphol repülőtéren található. A KLM világszerte indít kereskedelmi- és teherjáratokat több mint 90 célállomásra. Ez a legrégebbi, eredeti nevén működő légitársaság. A KLM 33 000 alkalmazottat foglalkoztat.
A KLM és az Air France egyesülésével jött létre 2004-ben az Air France-KLM, mely francia törvények szerint jött létre, és központja a Párizs-Charles de Gaulle repülőtéren található. Mindkét légitársaság saját neve alatt folytatja tevékenységét. Az Air France-KLM a SkyTeam szövetség tagja, az Aeroflot, Aeroméxico, Air Europa, Alitalia, China Southern Airlines, Czech Airlines, Delta Air Lines, Kenya Airways, Korean Air és a Vietnam Airlines légitársaságok mellett.

## Története

### A második világháború előtt

Plakát 1919-ből

A KLM-et 1919. október 7-én alapította Albert Plesman. Ez a légitársaság a legrégebbi, ami a mai napig eredeti nevével üzemel, annak ellenére, hogy a második világháború idejére gyakorlatilag szünetelt az üzemeltetése a Holland Antillák és a Karib-térségen kívül.  Az első járatot egy bérelt De Havilland DH–16 teljesítette 1920. május 17-én a londoni Croydon repülőtér és Amszterdam  között, fedélzetén két utassal. A pilóta Jerry Shaw volt. 1920-ban a társaság összesen 440 utast, 3 tonna postai küldeményt és 22 tonna rakományt szállított, alkalmazottainak száma pedig mindössze 12 volt. 1921-ben megkezdődtek a menetrend szerinti járatok európai városok között, 1926-ban már Amszterdamba, Brüsszelbe, Brémába, Koppenhágába, Malmőbe, Londonba és Rotterdamba kínáltak utakat, elsősorban Fokker F2-esek és Fokker F.III-asok használatával.
A tengerentúli utak 1929-ben kezdődtek meg, az úticél  Holland Kelet-India (a mai Indonézia) volt. Sokáig ez volt a leghosszabb menetrend szerinti repülőút. A járatot egy Fokker F.VIIb teljesítette annak ellenére, hogy az első nem menetrendi utat 1924-ben egy Van der Hoop vezette, H–NACC lajstromjelű Fokker F7 tette meg. 1930-ban a KLM gépein összesen 15 143 utast szállított. 1933 decemberében a légitársaság Fokker F–XVIII Pelikaan nevű gépe kb. négy nap alatt tette meg az Amszterdam és Batavia (mai Jakarta) közti távot, ami akkor rekordidőnek számított. Ennek ellenére 1934-ben ugyanezen útvonalra Douglas DC–2-eseket kezdtek használni. Ez a géptípus még ebben az évben handicap versenyt nyert a KLM színeiben a London–Melbourne útvonalon.

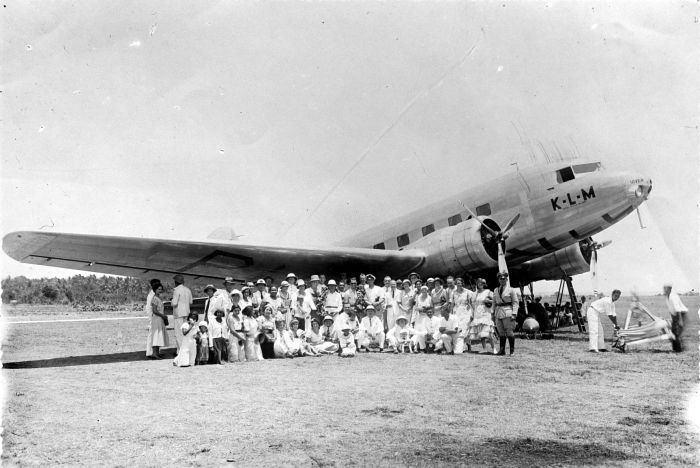
Az Uiver nevű DC–2-es, amely megnyerte az 1934-es London–Melbourne handicap versenyt

A légitársaság első Atlanti-óceánt átszelő próbaútjára 1934 decemberében került sor Amszterdam és Curaçao között egy Fokker F–XVIII-assal. 1936-ban vásárolták az első Douglas DC–3-ast, amivel a DC–2-eseket váltották le az Amszterdam–Batavia–Sydney útvonalon. A KLM volt az egyetlen cég, amelyik polgári célokra használta a Douglas DC–5-ös repülőket 1940 májusától 1941 végéig.
A KLM 1938-ban indított először járatot Manchesterbe, összekötve ezzel a várost Amszterdammal. A tárgyalások a reptér és a légitársaság között már korábban megkezdődtek, de 1934-ben, amikor Ivan Smirnoff kapitány tesztelte az akkori manchesteri repülőteret a cég számára, nem találta megfelelőnek a körülményeket a nagyobb gépek számára, amiket épp akkor készültek üzembe helyezni. Manchester városi tanácsa ezután döntött egy nagyobb és jobb leszállóhely kialakítása mellett, mely 1938-ra készült el és a KLM első úti célja lett Észak-Angliában.

### A második világháború idején
A második világháború kitörése után Németország és Franciaország légtérzárat rendelt el, így a Bandungból érkező légipostát szállító gépek 1939. szeptember 5-től Nápolyban szálltak le. Az ide érkező leveleket ezután vonattal szállították Amszterdamba. Amikor a németek lerohanták Hollandiát, a vonatközlekedést is felfüggesztették. Olaszország 1940. június 10-én belépett a háborúba, és így Nápoly szerepét Lod vette át. 1940. július 22. és 1942. február 9. között Bandungot és Lodot heti járat kötötte össze. 1942 februárjában, Szingapúr elestével végleg véget ért a járatok indítása Holland Kelet-India és Lod között.
Amikor a németek lerohanták Hollandiát, néhány a KLM gépei közül épp úton volt a Távol-Kelet felől vagy felé (legtöbb DC–3-as volt, néhány DC–2-es mellett). Több DC–3-as és egy DC–2-es is sikeresen eljutott Angliába és a cég is ide helyezte át központját. Ezek a gépek repültek Bristol és Lisszabon között a BOAC, az akkori brit légitársaság, gépeiként annak ellenére, hogy a személyzet és a legtöbb repülő is holland maradt. Az Ibis nevű, PH-ALI lajstromjelű (akkor G-AGBB-ként regisztrálva) DC–3-ast a Luftwaffe háromszor is megtámadta: 1942. november 15-én, 1943. április 19-én és  végül 1943. június 1-jén, ami már végzetes volt. 1943 júniusáig a KLM/BOAC járatai összesen 4000 utast szolgáltak ki.
A KLM néhány gépe a második világháború idején az ausztrál-indonéz területeken segítette a Japán felől menekülő lakosságot.
A háború befejezésével 1945 szeptemberében szállhattak fel ismét a KLM menetrend szerinti járatai, amik kezdetben mind belföldiek voltak. 1946. május 2-án a KLM volt az első légitársaság, ami menetrend szerinti járatokat indított New Yorkba az európai kontinensről. Az utat egy Rotterdam nevű Douglas DC–4-es teljesítette.

### 1950-es évek
1950-ben a KLM-nek összesen 356 069 utasa volt. 1953-ban megalakult a KLM Üzemi Tanács, ami a cégen belül a dolgozók érdekeit védte.
1957. július 25-én elkezdték tesztelni a Douglas DC–7C típusú gépeket, amik a cég történelmében az utolsó dugattyús motorral működő járművek voltak. Az első ezzel teljesített járat 1958. november 1-jén szállt fel Amszterdamból, és Anchorage-en keresztül Tokióba repült. Ez volt egyben a légitársaság első Északi-sarkot átszelő útja is.  Minden, ezen az útvonalon közlekedő pilóta egy téli túlélőcsomagot is magával vitt, amiben egy AR–10-es fegyver is volt a jegesmedvék ellen.
1959 szeptemberétől kezdődően a KLM néhány európai és közel-kelet-i járatára Lockheed L–188 Electra típusú repülőket kezdett használni.

### 1960-as és 1970-es évek

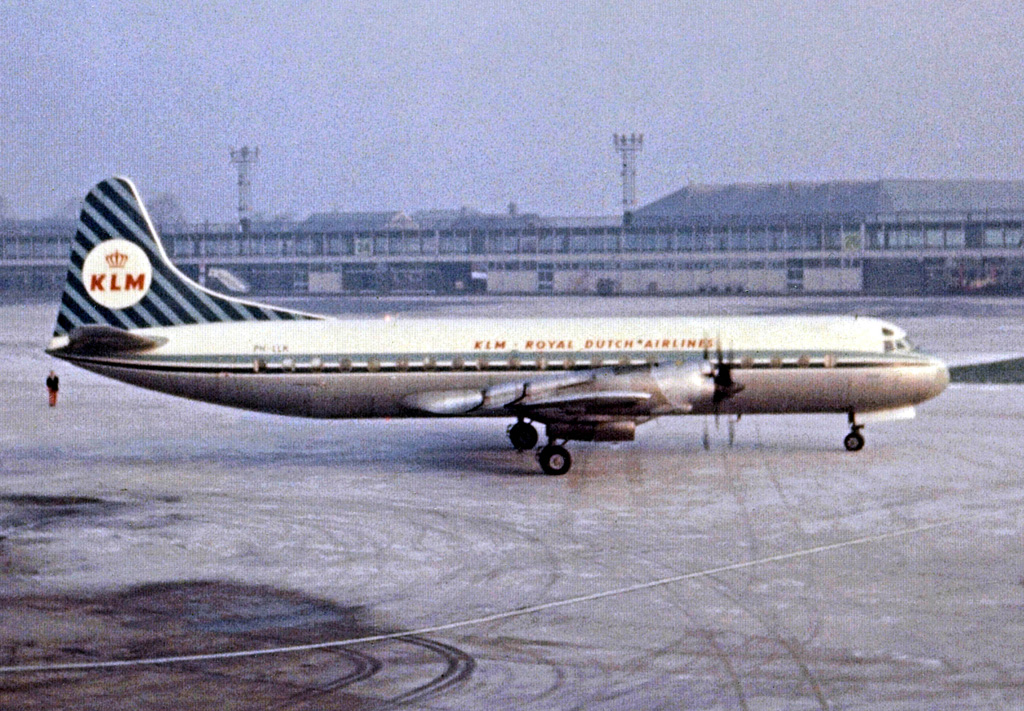
A KLM Pallas nevű Lockheed L–188 Electra típusú gépe 1963-ban

1960 márciusában a flottát Douglas DC–8-asokkal bővítették, 1966 novemberében pedig Douglas DC–9-esekkel. A légitársaság összesen 30 darab DC–8-ast vásárolt a gyártótól, és további hatot bérelt vagy használtan vett. Az utolsó vadiúj darab 1970-ben érkezett, az 1980-as évek végére pedig már egyik sem szolgált a flottában. A DC–9-eseket 1989 áprilisában vonták ki a cég gépparkjából.
A Amszterdam-Schiphol repülőtér új terminálja 1967 áprilisában nyílt meg.
A KLM első szélestörzsű repülőgépe, egy Boeing 747–206B, 1971 februárjában érkezett meg a légitársasághoz. Szintén ez év márciusában nyílt meg az amstelveeni főhadiszállás is. 1975-ben vásárolta a cég az első Boeing 747–306B Combi típusú gépét, mely mérföldkőnek számított a KLM teherszállítási részlegén.
1975-re a társaságnak több mint 16 000 dolgozója lett.

### 1980-as és 1990-es évek

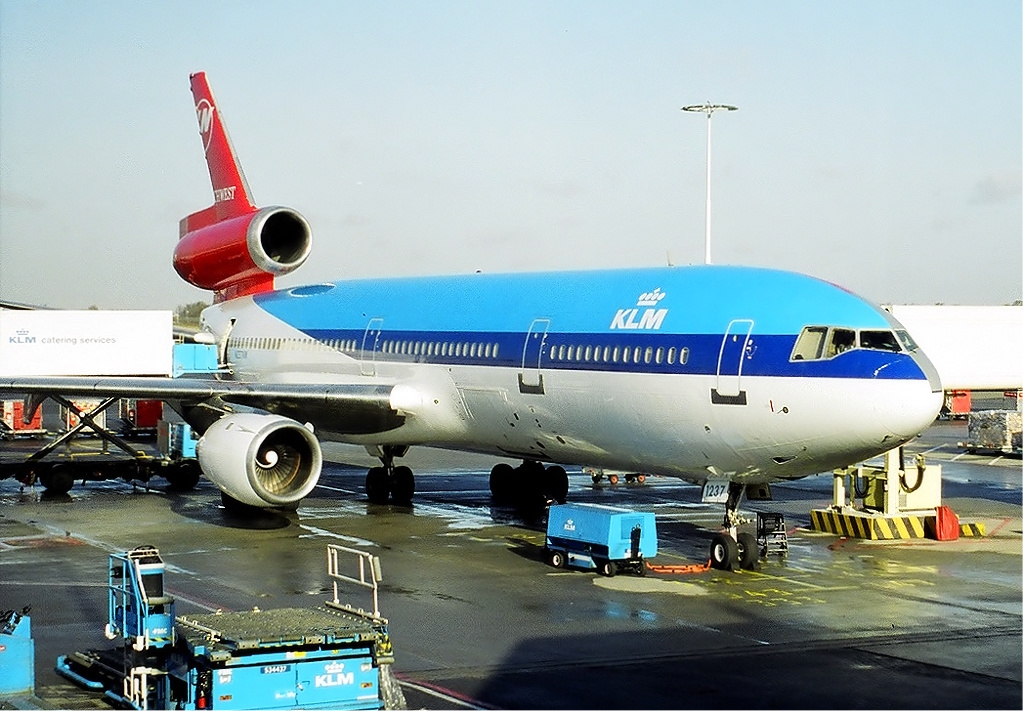
A Northwest Airlines egyik McDonnell Douglas DC–10-ese a KLM és Northwest Airlines színeiben

1980-ban a KLM összesen 9 715 069 utast szállított. 1983-ban megszületett egy egyezmény a Boeinggel, hogy a társaság néhány Boeing 747–200-asának felső fedélzetét szélesítse meg. A munka 1984-ben kezdődött a Boeing everetti gyárában és 1986-ra be is fejeződött. A módosított repülők a Boeing 747–200SUD elnevezést kapták. 1988-ban a holland labdarúgó-válogatott EB győzelmének tiszteletére a KLM gépeit kivételesen narancsszínűre festették. 1989 júniusában érkezett a légitársasághoz az első Boeing 747–400. Szintén ez év júliusában a KLM 19,3%-os részesedést vásárolt a Northwest Airlines-ból, megkezdve ezzel a két társaság közti együttműködést.
1991-ben a KLM és a Northwest Airlines közös üzemeltetésű járatokat kezdett indítani az Észak-Atlanti térségbe. 1993-ban az évenkénti szállított utasok száma először haladta meg az egymilliót. 1994 márciusában vezették be a KLM és Northwest Airlines interkontinentális járatain a World Business Class-t, a következő év júliusában pedig megérkezett a KLM-hez a cég első  Boeing 767–300ER gépe.

### 2000-es évek
2002-ben bejelentették, hogy megújítják a flottát. A Boeing  747–300 típusú gépeket három Boeing 747–400ER és nyolc Boeing 777–200ER váltotta és két McDonnell Douglas MD–11-est is lecseréltek, valamint még ebben az évben rendeltek hat Airbus A330–200-at is. Az első 777-es 2003. október 25-én szállt le Schipholban és az Amszterdam–Toronto útvonalon kezdték használni. Az első Airbus A330–200-ast 2005. augusztus 25-én vehette át a KLM és az Amszterdam-Washington Dulles útvonalon indult meg üzemeltetése.
2004. május 5-én született meg az Air France – KLM Group, a két légitársaság részvénycsere révén fuzionált, bár a két ligtársaság továbbra is a saját nevét használta. Az Air France révén a KLM és a Nortwest Airlines is csatlakozott a SkyTeamhez.
2007-ben a KLM a Kenya Airways-zel (melyből 26%-os részesedése van 1996 óta) közösen elkezdte használni az Amadeus nevű foglalási rendszert.

### Napjainkban
2010 szeptemberében a KLM bejelentette, hogy a Martinair utasszállítás-részlegét teljes egészében a KLM-be integrálják. Mind a személyzet mind pedig a járatok a holland légitársasághoz kerültek. 2011 novemberére a Martinair már csak teherszállítással és karbantartással foglalkozott.
2011 márciusában a KLM és az InselAir szerződést írt alá, melynek következtében a KLM járataira vásárolt jegyeket elfogadják az InselAir járatain is. Így a Curaçaóba és Sint Maartenba érkező KLM gépekről az utasok jegyváltás nélkül szállhatnak át az InselAir repülőire és folytathatják útjukat az InselAir úticéljaira.

## Flotta
A KLM flottája a következő repülőgépekkel rendelkezik (2021. január)

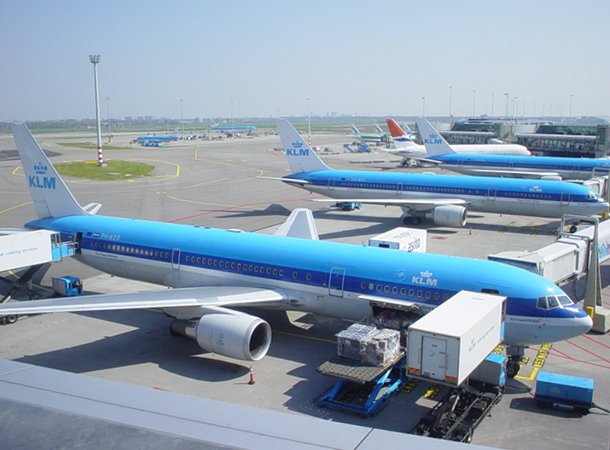
Egy Boeing 767–300ER Schipholban parkol (2005)

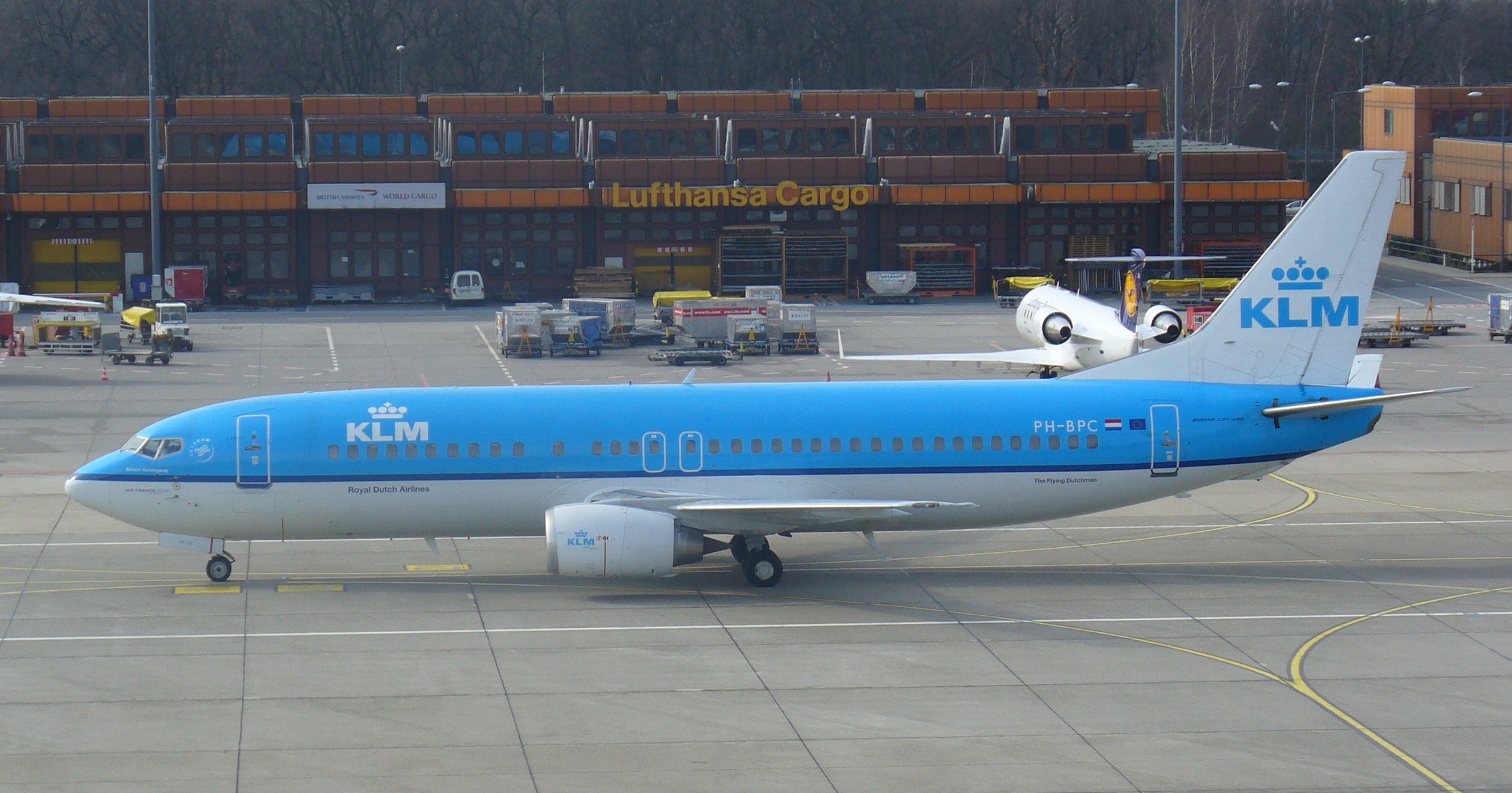
Egy Boeing 737–400 a berlini Tegel repülőtéren (2009)

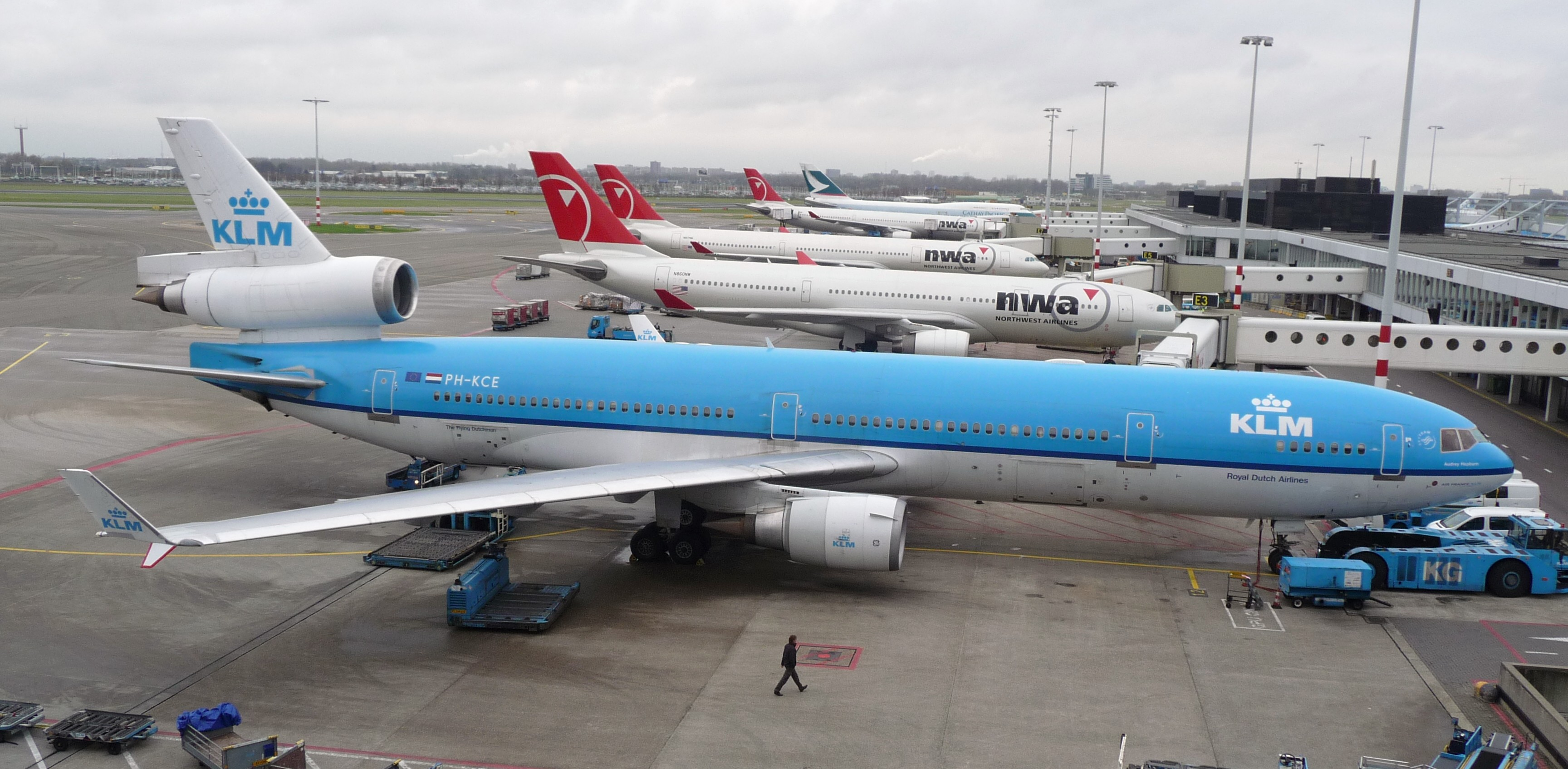
MD11 Schipholban

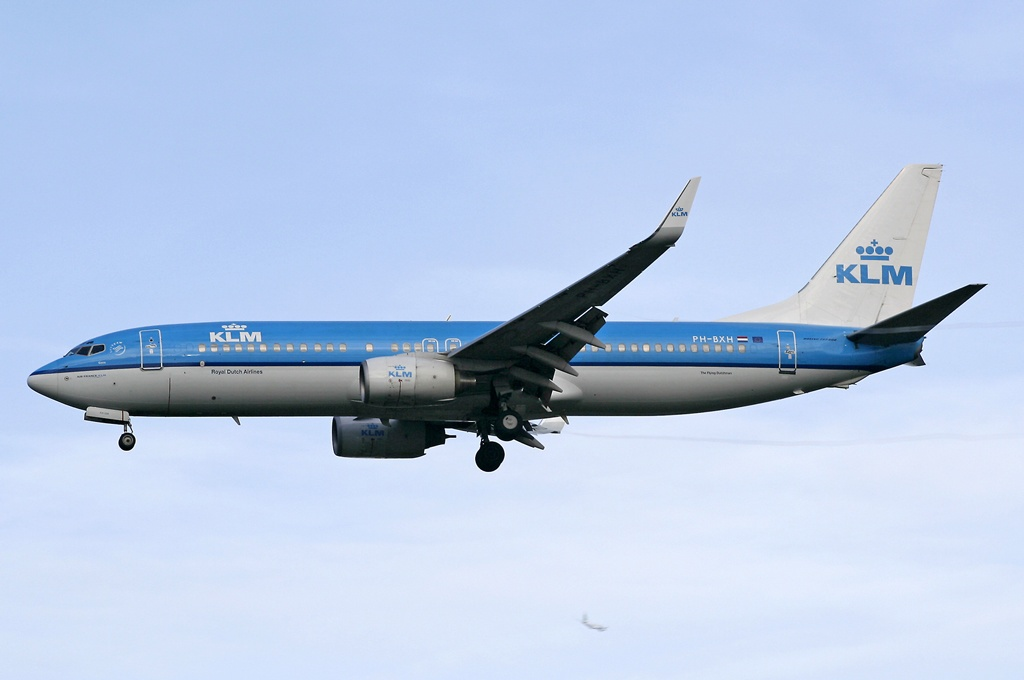
KLM Boeing 737–800

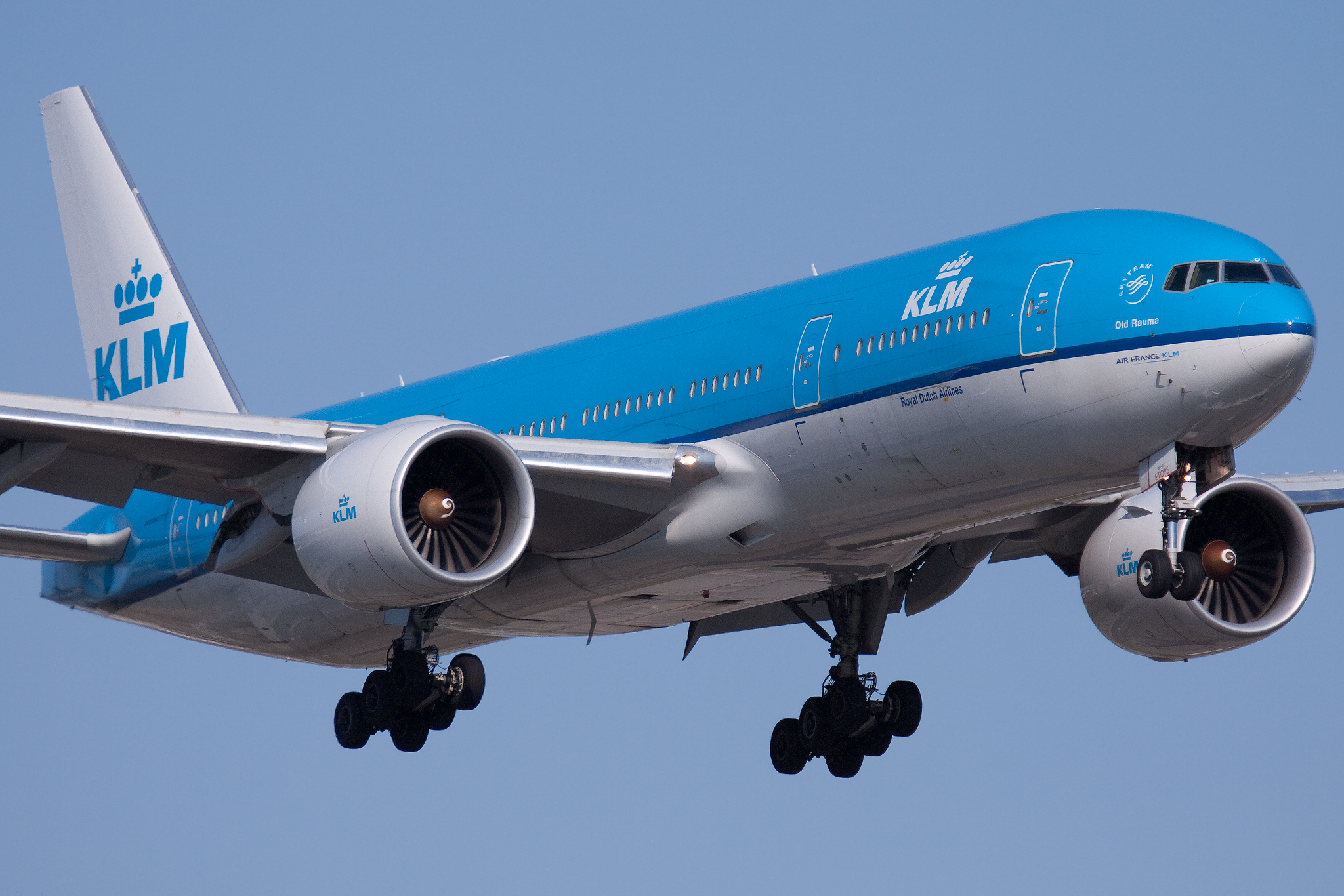
KLM Boeing 777–200ER Montrealban (2009)

### Flottatörténet
Hosszú fennállása során a KLM a következő típusokkal rendelkezett:

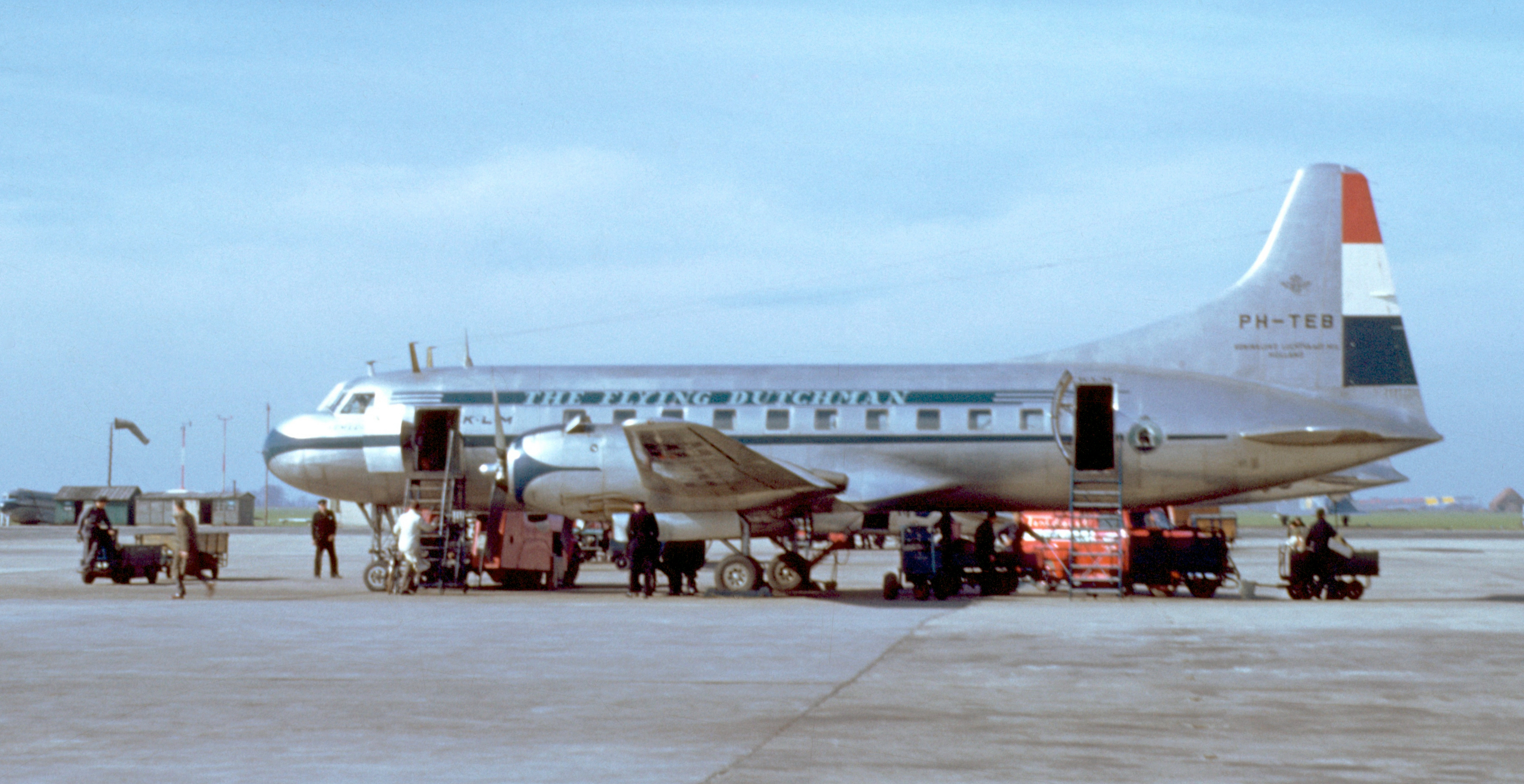
KLM Convair

| Típus                               | Bevezetés | Visszavonultatás |
| ----------------------------------- | --------- | ---------------- |
| Boeing 737–700                      | 2008      | 2022             |
| Boeing 777–300ER                    | 2008      |                  |
| Airbus A330–200                     | 2005      | 2025             |
| Boeing 777–200ER                    | 2003      |                  |
| Boeing 737–900                      | 2001      |                  |
| Boeing 737–800                      | 1999      |                  |
| Boeing 767–300                      | 1995      | 2007             |
| McDonnell Douglas MD–11             | 1993      | 2015             |
| Boeing 747–400                      | 1989      | 2020             |
| Boeing 737–400                      | 1989      | 2011             |
| Boeing 737–300                      | 1986      | 2011             |
| Airbus A310                         | 1983      | 1997             |
| Boeing 747–300                      | 1983      | 2004             |
| McDonnell Douglas DC–10             | 1972      | 1995             |
| Boeing 747–200                      | 1971      | 2004             |
| Douglas DC-9                        | 1966      | 1989             |
| Douglas DC-8                        | 1960      | 1985             |
| Lockheed L–188 Electra              | 1959      | 1969             |
| Vickers Viscount                    | 1957      | 1966             |
| Douglas DC–7                        | 1953      | 1966             |
| Lockheed Super Constellation L–1049 | 1953      | 1966             |
| Convair 340                         | 1953      | 1964             |

| Típus                     | Bevezetés | Visszavonultatás |
| ------------------------- | --------- | ---------------- |
| Convair 240               | 1948      | 1959             |
| Douglas DC–6              | 1948      | 1963             |
| Douglas DC–4              | 1946      | 1958             |
| Douglas Skymaster C–54    | 1945      | 1959             |
| Douglas DC–5              | 1940      | 1941             |
| Lockheed Super Electra–14 | 1938      | 1948             |
| Douglas DC-3              | 1936      | 1964             |
| Fokker F.XXXVI            | 1935      | 1939             |
| Fokker F.XXII             | 1935      | 1939             |
| Douglas DC–2              | 1934      | 1946             |
| Fokker F.XX               | 1933      | 1936             |
| Fokker F.XVIII            | 1932      | 1946             |
| Fokker F.XII              | 1931      | 1936             |
| Fokker F.IX               | 1930      | 1936             |
| Fokker F.VIII             | 1927      | 1940             |
| Fokker F.VII              | 1925      | 1936             |
| Fokker F.III              | 1921      | 1930             |
| Fokker F.II               | 1920      | 1924             |
| De Havilland DH.16        | 1920      | 1924             |

## A KLM-et érintő incidensek
A KLM nevéhez köthető legsúlyosabb szerencsétlenség az 1977-ben bekövetkezett Tenerifei katasztrófa volt, amiben a KLM és a Pan Am egy-egy gépe összeütközött. Az esetet követő vizsgálatok azt a következtetést vonták le, hogy a KLM pilótája, Jacob Veldhuyzen van Zanten kapitány hibázott. A légitársaság elismerte a felelősséget, és kártérítést fizetett az áldozatok családjainak.

### Légikatasztrófák
- 1923. április 24.: A  H-NABS lajstromjelű Fokker F.III típusú gép eltűnt, amikor az angliai Lympone-ból Hollandia felé tartott. Feltételezhető, hogy a  tengerbe zuhant. A gépen egy pilóta és két utas volt.[25]
- 1927. augusztus 22.:  A H-NADU lajstromjelű Fokker F.VIII-as lezuhant az angliai Sevenoaks közelében. A tragédiában a személyzet egy tagja vesztette életét.[26]
- 1934. december 20.: Az Uliver nevű DC–2-es lezuhant az iraki Rutbah Wells közelében, megölve mindenkit a gépen. A repülő ugyanaz volt, amely ugyanebben az évben októberben megnyerte a Mac Robertson Air Race handicap versenyszámát a London–Melbourne útvonalon. Ausztráliából 1934 novemberéből tért vissza Hollandiába, a pilótákat hősként ünnepelték. Ez volt az Uliver első felszállása a verseny óta és karácsonyi leveleket szállított.[27]
- 1935. július 14.: A PH-AJQ lajstromjelű Fokker F.XXII típusú gép lezuhant Schipol mellett és kiégett. A szerencsétlenségben a személyzet 4 tagja és két utas vesztette életét, míg 14 utas menekült meg.[3]
- 1935. július 20.: A PH-AKG lajstromjelű DC–2-es lezuhant San Bernardinónál. A gépen utazók (háromfős személyzet és 10 utas) közül senki nem élte túl a szerencsétlenséget.[3]
- 1936. december 9.: A PH-AKL lajstromjelű DC–2-es egy házra zuhant, röviddel a Croydon repülőtérről való felszállás után. Az incidens 15 halálos áldozattal járt.[28]

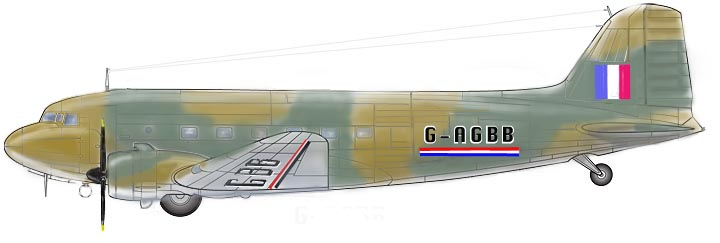
Fantáziarajz az Ibisről

- 1943. június 1.: A BOAC egyik DC–3 típusú gépét, mely korábban a KLM PH-ALI lajstromjelű repülője volt és Ibisnek nevezték el, német Ju 88-asok támadták meg és lőtték le a Biskay-öböl fölött. A szerencsétlenül járt Ibis a Lisszabon és Bristol közötti menetrend szerinti járatot teljesítette. A 13 utas és a négyfős KLM-személyzet eltűnt.
- 1946. november 14.: A légitársaság Douglas C–47-es gépe rossz időjárási viszonyok miatt leszállás közben katasztrófát szenvedett, amit a repülőn tartózkodók közül (ötfős személyzet és 21 utas) senki nem élt túl.[29] Az egyik utas Herman de Man holland író volt.
- 1947. január 26.: A PH-TCR lajstromjelű Douglas Dakota típusú gép nem sokkal a koppenhágai felszállás után lezuhant. A katasztrófát senki nem élte túl. A repülőn utazott Grace Moore énekesnő és Gusztáv Adolf koronaherceg, VI. Gusztáv Adolf svéd király fia is.[30][31]
- 1948. október 21.: A KLM egy Lockheed Constellation típusú gépe (PH-TEN) lezuhant a skóciai Prestwick mellett, megölve mindenkit a fedélzeten. A repülő egy holland kisvárosról, Nijmegenről kapra a nevét.[32]
- 1949. június 23.: Egy Lockheed Constellation típusú PH-TER lajstromjelű gép az olaszországi Bari mellett szenvedett balesetet. A Roermond fantázianevű repülő a tengerbe zuhant, a fedélzetén mind a 33 ember életét vesztette.[33] A repülőgép pilótája Hans Plesman volt, Albert Plesman alapító fia.
- 1949. július 12.: A PH-TDF lajstromjelű  Lockheed Constellation gép Bombay mellett hegynek ütközött leszállás közben. A szerencsétlenséget senki nem élte túl, az utasok között 13 amerikai tudósító is volt.[34]
- 1952. március 22.: A PH-TBJ lajstromjelű DC–6-os Frankfurtban leszállás közben lezuhant, a fedélzeten tartózkodó 47 emberből 42 életét vesztette. A katasztrófa okát nem sikerült megállapítani.[35]
- 1954. augusztus 23.: A szintén DC–6-os PH-DFO lajstromjelű gép az Északi-tengerbe zuhant IJmuidentől nem messze. A katasztrófát a személyzet és a 21 utas közül senki nem élte túl.
- 1954. szeptember 5.: A 633-as járat nem sokkal az írországi Shannon repülőtérről való felszállás után a Shannon folyóba zuhant. A 46 utas és tízfős személyzet közül 28-an haltak meg. Annak ellenére, hogy a szerencsétlenség a repülőtér közelében történt, az emberek kimenekítése csak akkor kezdődött meg, miután a gép navigátora átjutva a folyón, visszament a reptérre segítséget kérni.[36]
- 1957. július 14.: A 844-es járatot teljesítő PH-LKT lajstromjelű Lockheed Super Constellation a tengerbe csapódott Biak-sziget közelében, nem sokkal a Mokmer repülőtérről való felszállás után. A személyzet 9 tagja, valamint 49 utas halt meg, a katasztrófának tíz túlélője volt.[37]
- 1958. augusztus 14.: A 607–E járat gépe New Yorkból Shannon felé tartott, amikor 180 km-re az ír partoktól az Atlanti-óceánba csapódott. A szerencsétlenséget senki nem élte túl, a gépen utazott az egyiptomi vívócsapat hat tagja is.[38]
- 1968. október 25.:  A KLM Aerocarto PH-DAA lajstromjelű Douglas C–47A gép a Tafelberg-hegynek ütközött egy próbaút során. A repülőn tartózkodó öt emberből három életét vesztette. A katasztrófát motorhiba okozta.[39]
- 1977. március 27.: A Kanári-szigetekhez tartozó Tenerifén a Los Rodeos nemzetközi repülőtéren a KLM 4805-ös járata és a Pan Am 1736-os járata összeütközött. A katasztrófának 583 halálos áldozata volt, amivel a 2001. szeptember 11-ei terrortámadások után a polgári repülés legsúlyosabb katasztrófája mind a mai napig.[22][40]

#### KLM CityHopper
A KLM CityHopper a KLM leányvállalata. A cég nevéhez két katasztrófa fűződik, ami halálos áldozatokkal is járt:
- 1981. október 6.: A KLM CityHopper 431-es járata viharba került nem sokkal felszállás után. A gép Moerdijk közelében zuhant le, miután a repülő jobb szárnya letört a tornádóban. A katasztrófában mind a négyfős személyzet mind pedig a 13 utas életét vesztette.[22]
- 1994. április 4.: A 433-as járat Amszterdamból Cardiffba tartott, amikor a pilóták motorhibát észleltek. A gépet visszafordították, de nem sokkal a leszállás előtt a gép irányíthatatlanná vált és a kifutótól nem messze földbe csapódott. A háromfős személyzet egy tagja, valamint a 21 utas közül ketten életüket vesztették.[22]

### Balesetek
- 1935. július 17.: A Maraboe fantázianevű DC–2-es az iráni Bushehr városa mellett lezuhant. A balesetet mindenki túlélte.[41]
- 1942. november 15.: A KLM PH-ALI lajstromjelű DC–3-as Ibis nevű gépe a BOAC egyik járatát teljesítette (a BOAC-nál G-AGBB-ként volt regisztrálva), amikor megtámadta egy Messerschmitt Bf 110 típusú vadászrepülőgép. Az Ibis sikeresen eljutott Lisszabonba, ahol megjavították.
- 1943. április 19.: Az Ibist ismét, ezúttal hat Bf 110 vadászgép támadta meg. Koene Dirk Parmentier kapitánynak sikerült elkerülnie a támadókat azáltal, hogy az óceánig süllyedt, majd meredeken a felhőkig emelkedett. A megrongálódott repülőt ismét Lisszabonban javították meg.
- 1946. november 6.: A PH-TBO lajstromjelű DC–3-as az angliai Shere közelében zuhant le, amikor a Croydon repülőteret közelítette meg. A gépen utazó 15 utas és az ötfős legénység közül mindenki túlélte a balesetet.[42][43]
- 1952. március 23.: A PH-TFF lajstromjelű Lockheed Constellation egyik jobb oldali propellere meghibásodott. A gép sikeresen földet ért Bangkokban és mindenkinek sikerült kimenekülnie a lángokban álló repülőből. A KLM földi személyzetének egyik tagja mentett ki egy fedélzeten maradt csecsemőt az égő roncsból.[44]
- 1973. november 25.: A KLM 861-es járatát teljesítő PH-BUA lajstromjelű Boeing 747–206B repülőt palesztin terroristák térítették el Irak felett. A gép eredetileg Amszterdamból Tokióba tartott, de Dubajban szállt le végleg. Az utasokat korábban elengedték Máltán. Az incidensnek nem volt halálos áldozata.[45]
- 1989. december 15.: A 867-es járatot teljesítő  Boeing 747–400 típusú gép vulkáni hamufelhőn haladt át, miközben az alaszkai Anchorage-ban készült leszállni. A hamu miatt mind a négy hajtómű leállt, de a repülő végül sikeresen leszállt. Az incidensben senki nem sérült meg, de a gépben jelentős anyagi kár keletkezett.[46]
- 2004. november 28.: Az 1673-as járatot teljesítő PH-BTC lajstromjelű Boeing 737–400 típusú repülő felszállás közben madárral ütközött, ami megrongálta az orrfutót. A Barcelonában történő leszállás során a futó összecsuklott a Boeing súlya alatt. Az incidensben senki nem sérült meg, a repülőt azonban már nem javították meg.[47]

## Fordítás
Ez a szócikk részben vagy egészben  a   KLM című angol Wikipédia-szócikk ezen változatának fordításán alapul.  Az eredeti cikk szerkesztőit annak laptörténete sorolja fel. Ez a jelzés csupán a megfogalmazás eredetét és a szerzői jogokat jelzi, nem szolgál a cikkben szereplő információk forrásmegjelöléseként.